# تیونگور
تیونگور (به لاتین: Tyungur) یک منطقهٔ مسکونی در روسیه است که در جمهوری آلتای واقع شده‌است.